# تایپانا
تایپانا (به ایتالیایی: Taipana) یک کومونه در ایتالیا است که در استان اودینه واقع شده‌است.

## خصوصیات
تایپانا ۶۵٫۶ کیلومترمربع مساحت و ۷۳۷ نفر جمعیت دارد و ۴۷۸ متر بالاتر از سطح دریا واقع شده‌است.